# Mercedes-Benz O 405 GN
Le Mercedes-Benz O 405 GN est un autobus articulé à plancher surbaissé de Daimler-Benz et est la variante autobus articulé de l'autobus urbain O 405 N apparu environ deux ans plus tôt. Il a été fabriqué dans sa première version à plate-forme de 1992 à 1994. Contrairement au premier O 405 N, le véhicule n'avait pas de marche à l'arrière, seules les portes avant avaient des marches. À partir de 1993, il existe une évolution, l'O 405 GN1, qui est plus long d'environ 10 cm pour permettre l'épuration des gaz d'échappement. Ceci est visible de l'extérieur par la dernière fenêtre et l'échappement déplacé (qui est maintenant placé à gauche). À partir de 1994, l'O 405 GN2 a été développé en parallèle de l'O 405 N2. Il n'y avait plus de plate-forme à l'avant du véhicule. Ceci est visible de l'extérieur par des vitres plus grandes à l’avant du véhicule. L'arrière n'a pas beaucoup changé. Dans cet autobus articulé à propulsion, le moteur à combustion interne (généralement un moteur Diesel) est situé sous le plancher à l'arrière et entraîne l'essieu arrière. Dans l'articulation, un contrôle de l'angle d'articulation garantit que l'arrière du véhicule ne se détache pas. À partir de 1994, une version au gaz naturel peut être commandée en option; le nom devient alors O 405 GNG.

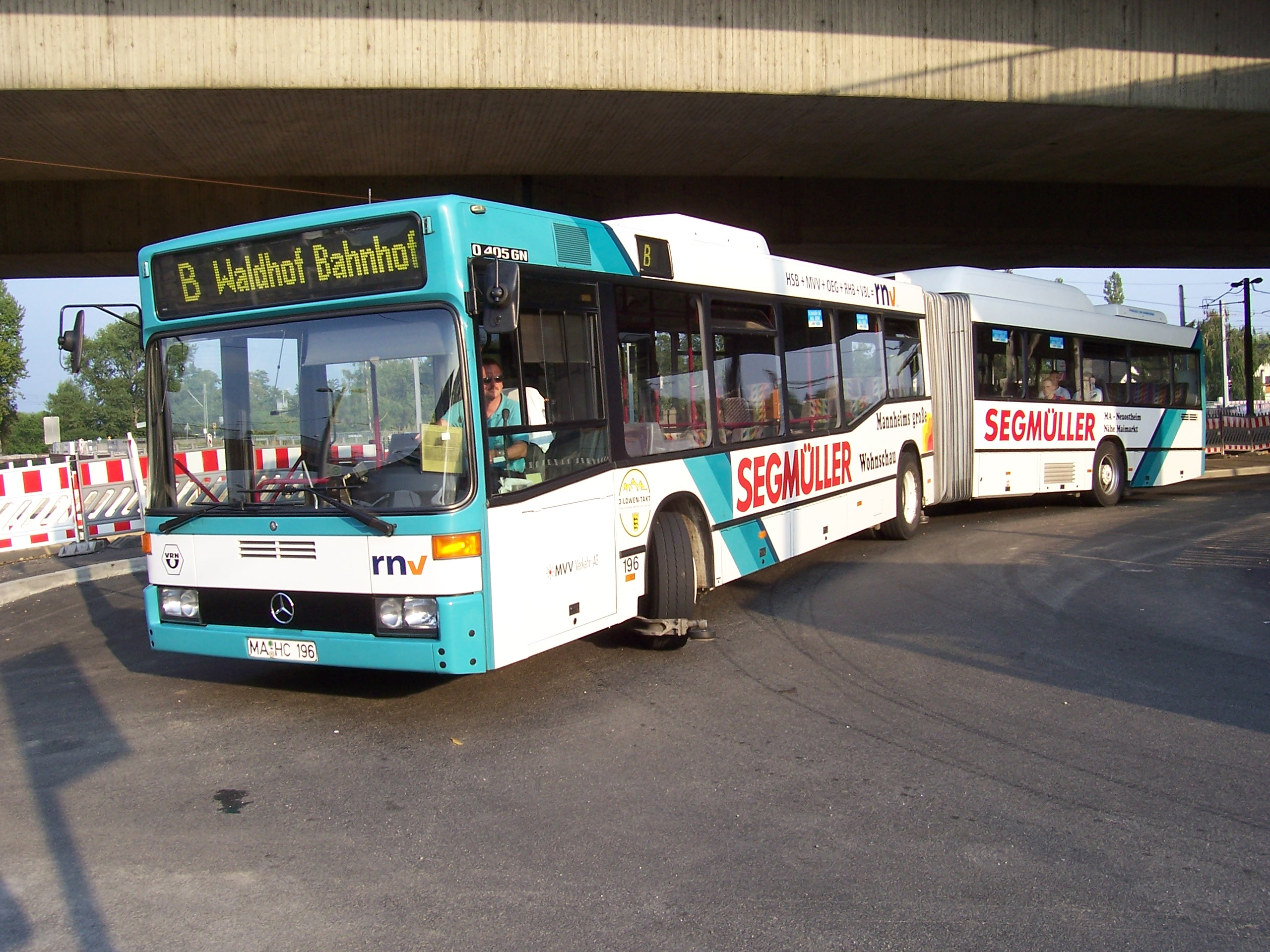
Autobus au gaz naturel O 405 GNG à Mannheim

## Trolleybus O 405 GNTD
Le trolleybus O 405 GTND, fabriqué en 1996, reste un exemplaire unique et est considéré comme le successeur de la gamme O 405 GTD. Ce fut le dernier trolleybus jamais produit par Mercedes-Benz. Une particularité du prototype réside dans les moteur-roue; son équipement électrique était fourni par Kiepe. Il a d'abord effectué plusieurs voyages de réglage et de présentation au sein de la flotte des trolleybus d'Esslingen am Neckar au cours de l'année 1997, avant d'être livré à la flotte des trolleybus de Zurich au sein de la Verkehrsbetriebe Zürich (VBZ) en octobre 1997. Il y était en service d'essai sous le numéro d'entreprise 51 jusqu'en mars 1999. Il servit ensuite de véhicule d'essai à la société ZF. Il a ensuite été vendu à titre privé.